# Innocenz Müller
Innocenz Müller (* 1. Mai 1675 in Glarus als Franz Müller; † 1. April 1727 in Alt St. Johann) war von 1710 bis 1711 kurzzeitig Bibliothekar des Klosters St. Gallen.

## Leben und Wirken
Franz Müller war der Sohn von Säckelmeister Kaspar Müller von Glarus und Susanna Lütschgenmann von Kaltbrunn. Nach dem Besuch der Klosterschule in Einsiedeln ist er 1686 im Kloster St. Gallen bezeugt, wo er am 22. Juli 1692 die Profess ablegte. 1697 wurde er Subdiakon, 1698 Diakon. Die Priesterweihe empfing er als Innocenz (bzw. Innocentius) am 19. Dezember 1699, die Primiz folgte am 1. Januar 1700.
Am 13. April 1700 wurde Innocenz Müller im Kloster St. Gallen zum Professor der Theologie, am 3. Oktober 1707 zum Professor des Kirchenrechts ernannt. Es folgten klösterliche Amtstätigkeiten, 1706 etwa jene als Suboffizial und Subcellerar. 1707 wechselte er als Lehrer ins Kloster Pfäfers. 1710 kehrte er nach St. Gallen zurück, wo er für kurze Zeit als Bibliothekar, Lehenpropst und Suboffizial amtete. Am 5. März 1711 wurde er nach St. Johann geschickt. 1718 ist er als Offizial, von 1722 bis 1727 als Stiftsdekan in St. Gallen bezeugt. Anschliessend wechselte er wieder nach St. Johann, wo er am 1. April 1727 an den Folgen eines Schlaganfalls starb.